# Castiglion Fibocchi
Castiglion Fibocchi ist eine italienische Gemeinde (comune) mit 2128 Einwohnern (Stand 31. Dezember 2023) in der Provinz Arezzo.

## Geografie

Lage von Castiglion Fibocchi in der Provinz Arezzo

Der Ort erstreckt sich über rund 26 km². Er liegt etwa 10 km nordwestlich der Provinzhauptstadt Arezzo und 60 km südöstlich der Regionalhauptstadt Florenz. Der Ort liegt in der klimatischen Einordnung italienischer Gemeinden in der Zone D, 2 093 GG. Der Torrente Bregine, ein rechter Nebenfluss des Arno, ist ein wichtiges Gewässer für den Ort. Er verbringt 7 seiner 11 km im Gemeindegebiet.
Zu seinen Ortsteilen (frazioni) zählt Gello Biscardo (489 m, ca. 30 Einwohner).
Die Nachbargemeinden sind Arezzo, Capolona, Laterina Pergine Valdarno, Loro Ciuffenna, Talla und Terranuova Bracciolini.

## Sehenswürdigkeiten
- Palazzo Comunale, Rathaus

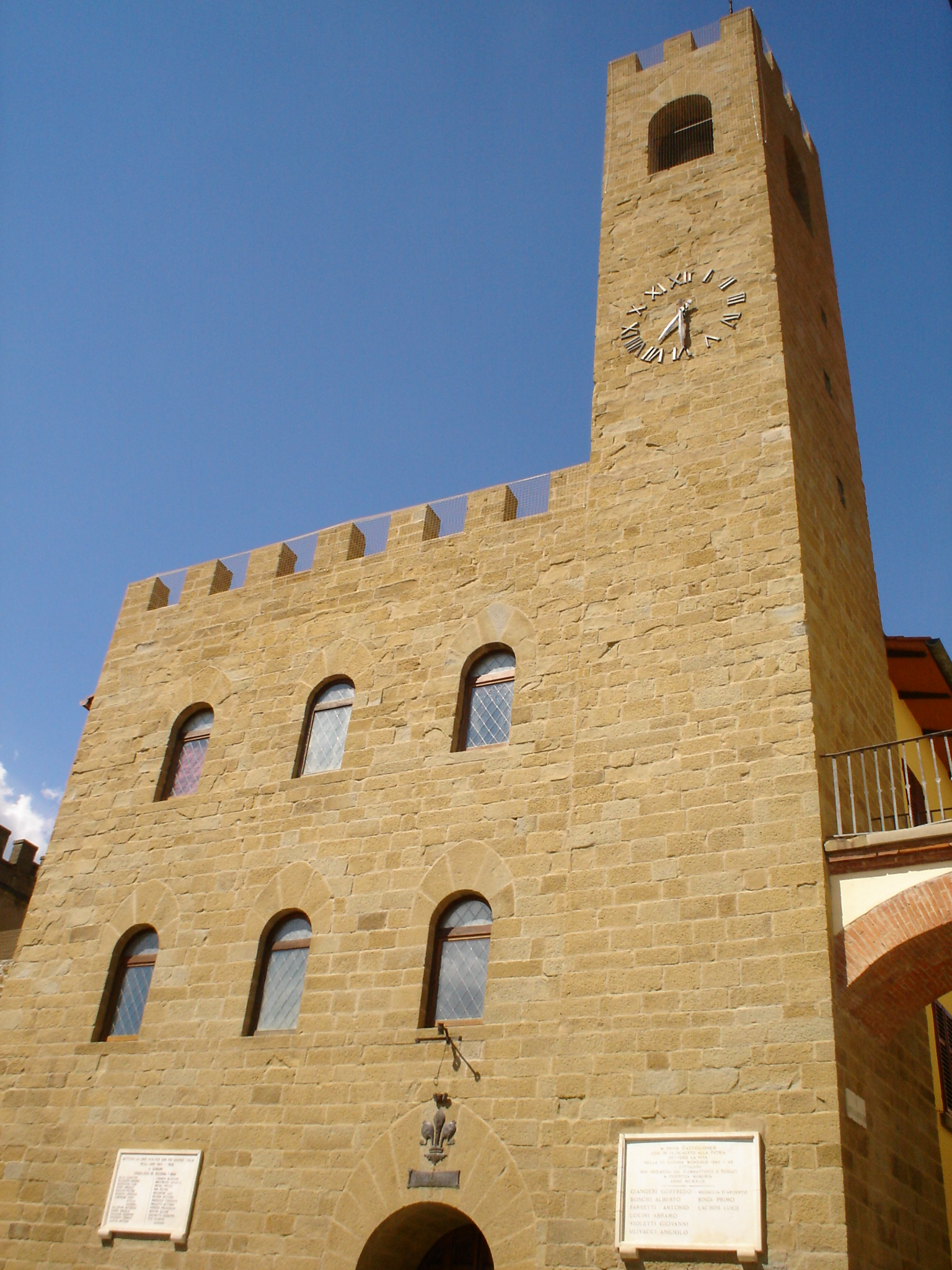
Rathaus mit Turm in Castiglion Fibocchi

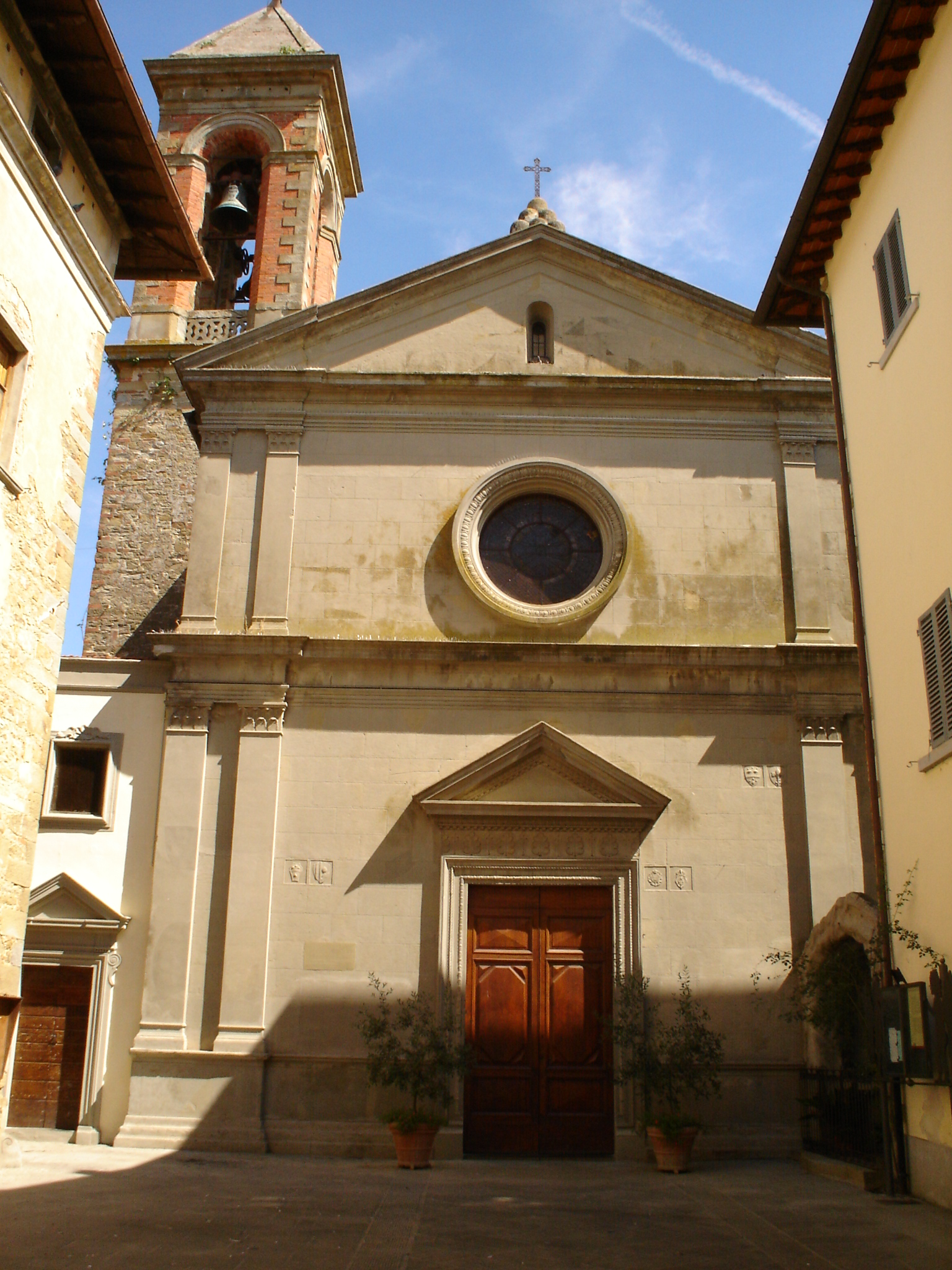
Die Kirche San Pietro e Sant’Ilario

- Chiesa di San Pietro e Sant’Ilario, bereits 1304 erwähnte Kirche im Ortskern.[5]
- Chiesa di San Pietro in Pezzano, 1232 konsekrierte Kirche außerhalb des Ortskerns. Wurde 1583 renoviert.[5]
- Chiesa di San Giovanni Battista, Kirche aus dem 14. Jahrhundert im Ortsteil Gello Biscardo.[5]
- Pieve di San Quirico in Alfiano, auch San Quirico Sopr’Arno genannt, bereits 1131 erwähnte Pieve.[5]

## Gemeindepartnerschaften
Es besteht seit 1991 eine Partnerschaft mit der französischen Gemeinde Veurey-Voroize im Département Isère.

## Verkehrsanbindung
- Straße: Die Hauptstraße Via Setteponti (SP 1) verbindet den Ort mit der Provinzhauptstadt Arezzo und den anderen umliegenden Orten, auch die Anschlussstelle Valdarno der Autostrada A1/E 35 von Mailand nach Neapel erreicht man über die Via Setteponti.
- Schiene: Von Arezzo aus gibt es Zugverbindungen zu allen größeren Städten, wie Florenz und Rom.
- Flugzeug: Die nächsten Flughäfen von Bedeutung befinden sich in Florenz, Forlì (Bologna) und Pisa.